# カストリージョ・モタ・デ・フディオス
カストリージョ・モタ・デ・フディオス（スペイン語: Castrillo Mota de Judíos）は、スペイン・カスティーリャ・イ・レオン州ブルゴス県のムニシピオ（基礎自治体）。人口は51人（2023年）。Odra川近くの平野部に位置し、県都ブルゴスからは西に51キロメートル、パレンシアからは北東に54キロメートルの距離にある。
地名の意味は「ユダヤ人の丘」。2015年までの旧称はカストリージョ・マタフディオス（Castrillo Matajudíos）で、「ユダヤ人殺し」あるいは「ユダヤ人殺害所」を意味する。

## 歴史
村は近くのポグロムから逃げてきたユダヤ人によって1035年につくられた。当時は「ユダヤ人の丘」を意味するカストリージョ・モタフディオス（Castrillo Motajudíos）と呼ばれていた。スペインで非キリスト教徒に対する迫害が行われていた1627年に「ユダヤ人殺し」を意味するカストリージョ・マタフディオス（Castrillo Matajudíos）へ改称した。なおユダヤ人は1492年のスペイン異端審問で追放令が出されていた。
2014年5月25日、村名変更の是非を問う住民投票が行われ、賛成29反対19で変更が決定された。2015年6月22日 、村名は元の名称に近いカストリージョ・モタ・デ・フディオスに変更された。
村名変更以降、反ユダヤ主義者によって旧称やネオナチのシンボルが落書きされる事件が発生している。

## 出身人物
- アントニオ・デ・カベソン - 作曲家、オルガニスト[6]

## 姉妹都市
- Kfar Vradim（イスラエル・北部地区）